# György Bognár
György Bognár (Baja, 5 novembre 1961) è un allenatore di calcio ed ex calciatore ungherese, di ruolo centrocampista.

## Palmarès

### Giocatore

#### Competizioni nazionali
- Campionato ungherese: 1

MTK Vörös Meteor: 1986-1987

#### Competizioni internazionali
- Coppa Intertoto: 1

MTK Vörös Meteor: 1985

### Allenatore

#### Competizioni nazionali
- Coppa d'Ungheria: 2

Paks: 2023-2024, 2024-2025